# جزيرة نكلا
قرية جزيرة نكلا هي إحدى القرى التابعة لمركز شبراخيت في محافظة البحيرة في جمهورية مصر العربية. حسب إحصاءات سنة 2006، بلغ إجمالي السكان في جزيرة نكلا 7484 نسمة، منهم 3843 رجل و3641 امرأة.